# Florian Gaag
Florian Gaag est un réalisateur, scénariste, producteur et compositeur de musiques de films allemand.

## Biographie
Florian Gaag est né en 1971 à Waldsassen, une petite ville allemande à la frontière tchèque connue pour sa basilique emblématique de l'art baroque. Il grandit à Bamberg, dans le nord de la Bavière avant que sa famille ne s'établisse à Munich lorsqu'il avait 11 ans. C'est l'année suivante qu'il commente à fréquenter le milieu des taggers munichois.
Après son bac, obtenu en 1991, il fait de nombreux stages dans le milieu du cinéma. Il occupe des fonctions aussi diverses que preneur de son, éclairagiste ou caméraman.
En 1994, il s'exile à New York pour étudier le cinéma à la Tisch School of Arts. Il apprécie la flexibilité du système américain qui lui laisse la liberté de pouvoir étudier le documentaire sans pour autant se fermer les portes de la fiction. Il tourne alors quelques courts-métrages qui ne sont pas disponibles aujourd'hui.
De retour en Allemagne en 2000, il commence à travailler sur le film Whole Train qui sortira dans les salles allemandes en 2006 (le film sort seulement en 2009 en France, faute de distributeur dans un premier temps).
Il envisage actuellement la réalisation d'un thriller psychologique ayant pour personnages principaux des adolescentes pour lequel il compose également la musique. Il compte le tourner en 2010.

## Filmographie
- 2006 : Whole Train (Allemagne, 85 minutes). Ce film montre quatre jeunes qui font des graffiti sur les rames de métro. Le défi qu'ils sont amenés à lancer à une bande rivale sera le point de départ de multiples péripéties. Même si Florian Gaag connait le milieu des taggers de l'intérieur pour en avoir longuement fait partie, le film n'est pas autobiographique. Le cadre du film, le milieu des taggers, est un sujet délicat. C'est à Varsovie, la première ville européenne qui a accepté de lui prêter une rame de métro à tagger, qu'a en grande partie été tourné le film. Florian Gaag a composé la bande-son avec l'aide d'artistes hip-hop américains (KRS one, Freddie Foxxx, O.C., Planet Asia, Afu-Ra, Grand agent, Tame one, Akrobatik, El da sensei). Les acteurs ont été aidés et doublés pour les scènes de tags par des taggers expérimentés: Neon, Cemnoz, Won, Pure, Ciel. Les quatre acteurs principaux sont Mike Adler (David), Elyas M'Barek (Elyas), Florian Renner (Tino) et Jacob Matschenz (Achim). Whole Train a reçu plusieurs prix en Allemagne (Munich, Cologne, Berlin) mais aussi à New-York, Kiev, Boston et Sarajevo.